# باتريك بيك
باتريك بيك (بالألمانية: Patrick Bick)‏ هو لاعب كرة قدم ألماني، ولد في 12 مارس 1977 في إيلينغن في ألمانيا. لعب مع آر بي لايبزيغ وآينتراخت براونشفايغ وفيهين فيسبادن ونادي آوغسبورغ ونادي ساربروكن.

## وصلات خارجية
- باتريك بيك على موقع قاعدة بيانات كرة القدم.إي يو (الإنجليزية)
- باتريك بيك على موقع بيانات كرة القدم. دي إي (الألمانية)
- باتريك بيك على موقع عالم كرة القدم.نت (الإنجليزية)